# 芒果乾

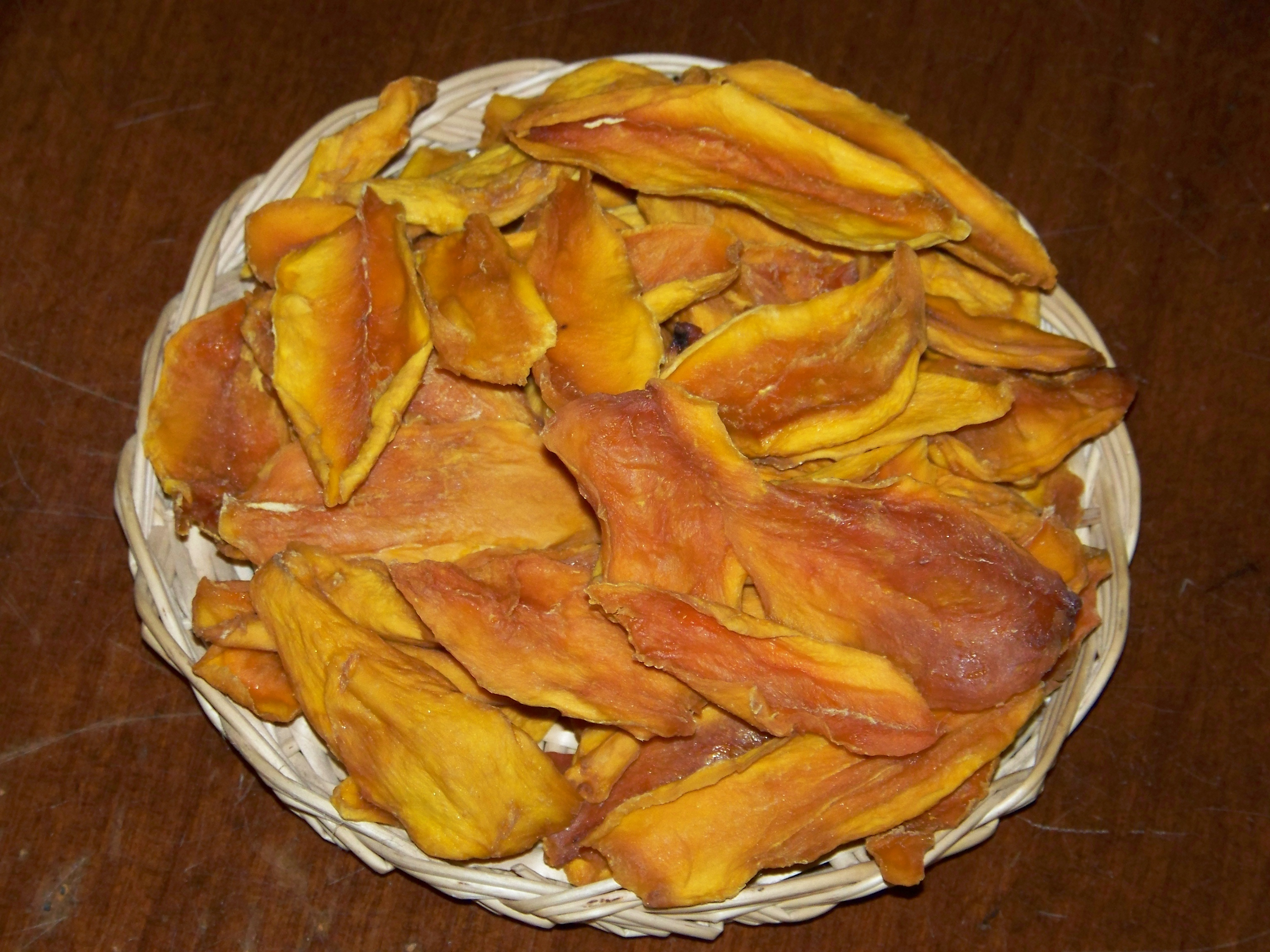
芒果乾

芒果乾（英語：Dried mango），是用芒果曬乾烘乾成的零食，台灣、菲律賓、泰國皆有製作，只是菲律賓的芒果乾比較濕潤，泰國果乾把水份烘乾，台灣則介於中間。

## 外部連結
- 芒果乾加工介紹 農業知識入口網 （页面存档备份，存于）
- 芒果乾 財團法人農業科技研究院農業加工整合服務中心 （页面存档备份，存于）